# エマ・ブライエン
エマ・ブライエン（英語: Emma Brien, 1985年10月12日 - ）は、オーストラリアシドニー出身の女性フィギュアスケート選手（ペア）。
2005-2006年シーズンにスチュアート・ベッキンガムとペアを組み、オーストラリア代表として世界フィギュアスケート選手権、四大陸フィギュアスケート選手権、トリノオリンピック予選会となったカールシェーファーメモリアルに出場した。

## 主な戦績
| 大会/年              | 2005-06 |
| -------------------- | ------- |
| 世界選手権           | 20      |
| 四大陸選手権         | 9       |
| オーストラリア選手権 | 1       |
| シェーファー記念     | 12      |

### 詳細
| 2005-2006 シーズン    |                                                              |          |          |          |
| 開催日                | 大会名                                                       | SP       | FS       | 結果     |
| 2006年3月20日 - 26日  | 2006年世界フィギュアスケート選手権（カルガリー）             | 20 31.74 | 20 55.10 | 20 86.84 |
| 2006年1月23日 - 28日  | 2006年四大陸フィギュアスケート選手権（コロラドスプリングス） | 9 34.94  | 9 66.57  | 9 101.51 |
| 2005年10月12日 - 16日 | カールシェーファーメモリアル（ウィーン）                     | 12 32.89 | 12 56.23 | 12 89.12 |